# Belone
Belone is een geslacht van straalvinnige vissen uit de familie van gepen (Belonidae). Het geslacht is voor het eerst wetenschappelijk beschreven in 1816 door Cuvier.

## Soort
- Belone belone (Linnaeus, 1761) – Geep
- Belone svetovidovi Collette & Parin, 1970